# Tokyo Mirage Sessions ♯FE
Tokyo Mirage Sessions ♯FE, i Japan känt som Genei Ibun Roku ♯FE (幻影異聞録♯FE Gen'ei Ibunroku Shāpu Efuī?, "Illusions-uppenbarelserna ♯FE"), är ett datorrollspel som utvecklades av Atlus och gavs ut av Nintendo till Wii U. Det är en crossover mellan de två företagens respektive spelserier Shin Megami Tensei och Fire Emblem. Spelet gavs ut den 26 december 2015 i Japan, och planeras ges ut internationellt i juni 2016.[uppföljning saknas] Spelmekaniken involverar ett turordningsbaserat stridssystem i vilket figurerna smälter samman med varelser som kallas Mirages för att slåss mot fiender med olika typer av attacker och förmågor, däribland möjligheten att kombinera attacker med flera figurer.
Spelet utspelar sig i ett modernt Tokyo, och inkluderar verkliga platser såsom Shibuya och Harajuku. Tokyo har drabbats av attacker från en alternativ dimension kallad Idolosphere; varelser därifrån, som kallas Mirages, skördar energi kallad Performa från människor. Berättelsen följer en grupp unga personer som har blivit allierade med vänliga Mirages, och som rekryteras av Fortuna Entertainment; företaget har en fasad som en talangagentur, men försöker hindra invasioner från Idolosphere.
Tokyo Mirage Sessions ♯FE föreslogs först år 2010 av Nintendo-producenten Kaori Andoi, som ursprungligen föreställde sig en crossover mellan Fire Emblem och Pokémon. Efter att förslaget hade arbetats om till en crossover mellan Fire Emblem och Shin Megami Tensei presenterades det för Atlus. De var ursprungligen tveksamma, men gick med på samarbetet. En stor del av den tidiga utvecklingen gick ut på att bestämma spelets genre och hur man på bästa sätt skulle integrera de två serierna och samtidigt skapa ett nytt spel. Spelets produktion började år 2013, och utvecklades bara i två månader innan det tillkännagavs som ett av flera tredjepartssamarbeten för Wii U.

## Spelupplägg
Tokyo Mirage Sessions ♯FE är ett datorrollspel som kombinerar element från rollspelsserien Shin Megami Tensei och strategispelserien Fire Emblem. Under strider smälter huvudfigurerna sig samman med Mirages baserade på Fire Emblem-figurer. Exempelvis kan huvudfiguren, Itsuki, smälta sig samman med sin Mirage, Chrom, som är en av huvudfigurerna i Fire Emblem: Awakening. Utanför strider kan spelaren interagera med figurer, besöka butiker, och använda ett SMS-system. När spelaren utforskar dungeons kan han eller hon anfalla fiender för att bedöva dem, vilket ger spelaren möjlighet att antingen få ett övertag i strid eller att undvika fienden helt och hållet. Strider i spelet inkluderar system från båda spelserierna, däribland Fire Emblems sten-sax-påse-mekanik för olika typer av vapen, och Shin Megami Tenseis elementalegenskaper. Utöver de olika förmågor som varje figur i spelarens trupp har kan vissa förmågor utlösa "Session Attacks" - attacker där alla figurer i truppen utför en kombinerad attack. Under Session Attacks kan andra figurer kallas in för att anfalla, och figurpar kan aktivera kombinerade tekniker. Till skillnad från de flesta Wii U-spel är spelet inte kompatibelt med Off TV Play.

## Handling

### Miljö och figurer
Tokyo Mirage Sessions ♯FE utspelar sig i ett modernt Tokyo i Japan, och involverar flera stadsdistrikt såsom Shibuya och Harajuku. I spelvärlden har alla människor en energi som kallas Performa, som gör det möjligt för dem att följa sina drömmar. Performa drar till sig varelser som kallas Mirages, som kommer från den alternativa dimensionen Idolosphere: vissa Mirages skördar Performa, medan andra bildar allianser med människor för att skydda världen. De människor som bildar allianser med vänliga Mirages kallas Mirage Masters. Huvudfigurerna är anställda på Fortuna Entertainment, en talangagentur som i hemlighet rekryterar Mirage Masters.
Huvudpersonen i spelet är Itsuki Aoi, en pojke som blir inblandad i Fortuna Entertainment och som till att börja med är intresserad av företaget. Bland andra mänskliga huvudfigurer finns Tsubasa Oribe, en optimistisk och hårt arbetande klasskamrat till Itsuki som vill bli en popstjärna; Kiria Kurono, en känd idol och erfaren Mirage Master; Eleonora Yumizuru, en skådespelerska; Mamori Minamoto, en programledare på ett matlagningsprogram som gillar kläder och musik från Shōwa-perioden; och Yashiro Tsurugi, en idol som till att börja med är fientlig mot spelarens trupp. Gruppen hjälps av Maiko Shimazaki, en före detta gravyridol som leder Fortuna Entertainment; och Barry Goodman, en instruktör från utlandet som älskar otaku-kultur. De Mirages som allierar sig med Mirage Masters är Chrom, Virion och Tharja från Fire Emblem: Awakening och Caeda, Cain, Draug och Navarre från Fire Emblem: Shadow Dragon and the Blade of Light. Ytterligare en Mirage, Tiki, hjälper Mirage Masters och porträtteras som en vocaloid.

## Utveckling
Konceptet för Tokyo Mirage Sessions ♯FE kom ursprungligen från Nintendo-producenten Kaori Ando, som nämnde för Hitoshi Yamagami, en annan producent, att han ville göra en Fire Emblem-crossover. Andos ursprungliga idé var en crossover mellan Fire Emblem och Pokémon-serien, men detta refuserades då en liknande crossover, Pokémon Conquest, redan hade gjorts. Ando arbetade om sitt förslag och presenterade det en vecka senare som en crossover mellan Fire Emblem och Shin Megami Tensei. Atlus, Shin Megami Tensei-seriens utvecklare, hade tidigare arbetat med Nintendo på Nintendo DSi- och Nintendo 3DS-spelet Itsumo Purikura Kuradeko Puremium. När förslaget år 2010 presenterades för Atlus antogs det att de inte var intresserade efter att de hade svarat oentusiastiskt och varit upptagna med andra projekt. Mer än ett år senare frågade Atlus om ämnet fortfarande var öppet för diskussion, och det visade sig att de hade varit entusiastiska men varit för upptagna med andra projekt vid tillfället. Shinjiro Takada, som också arbetade på Shin Megami Tensei: Devil Survivor 2, utsågs till att vara spelets producent. Han hade sett Fire Emblem som en rival och ett kvalitetsmål för sina egna verk, och kände sig hedrad över att få möjligheten att utveckla ett spel relaterat till Fire Emblem. Spelets regissörer var Mitsuru Hirata, som var stödregissör för Shin Megami Tensei: Strange Journey, och Eiji Ishida, som arbetade på både Strange Journey och Shin Megami Tensei IV. Hirata var ursprungligen den enda regissören som arbetade på spelet, men sju månader efter att spelet hade tillkännagivits blev även Ishida involverad på grund av mängden arbete. Enligt Ishida var Tokyo Mirage Sessions ♯FE företagets första originella HD-konsolprojekt. Produktionen började 2013.
Under början av produktionen var vilken typ av spel det skulle vara en viktig aspekt vad gällde vilken av Atlus och Fire Emblem-utvecklaren Intelligent Systems som skulle utveckla spelet. Det ursprungliga förslaget för spelet var ett simulationsspel liknande Fire Emblem, utvecklat av Atlus. Atlus, som var bättre kända för att utveckla traditionella datorrollspel, var osäkra på vilken av spelserierna de skulle efterlikna. Slutligen fattades beslutet att skapa något liknande traditionella datorrollspel, så Atlus var de som främst skötte utvecklingen. Slutprodukten innehåller element från båda serierna, men gjordes som ett fristående spel som kan avnjutas av både fans av Shin Megami Tensei och av Fire Emblem. Spelets videoklipp skapades av Studio Anima och Studio 4°C.

### Scenario and design

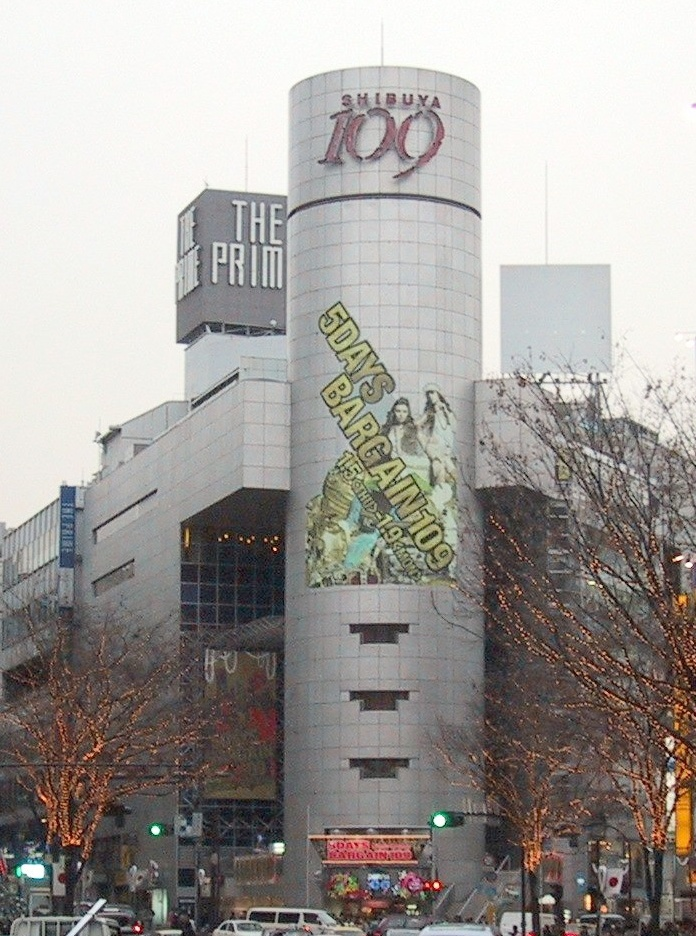
Tokyo Mirage Sessions ♯FE utspelar sig i ett modernt Tokyo, däribland i en dungeon baserad på 109-varuhuset i Shibuya.

Manuset skrevs av Yō Hadzuki och Makoto Miyauchi. Hadzuki hade hand om huvudberättelsen, medan Miyauchi hade hand om huvudfigurernas sidoberättelser. I början av utvecklingen av manuset planerades huvudfigurerna vara Fire Emblem-figurer återfödda, men detta valdes bort då det skulle ha kopplat spelet för mycket till Fire Emblem. När utvecklingsteamet gick genom hur de skulle inkludera Fire Emblem-figurer i "Atlus-mytologin" bestämde de sig för att använda ett koncept från japansk schamanism som kallas "kami oroshi", i vilket gudomar kontrollerar präster eller rituella dansare och kommunicerar genom dem. Den här idén utvecklades till att inkludera den rituella dansen kagura, som i sin tur ledde till att temat underhållning inkluderades. Figuren Itsuki Aoi, som inte har en direkt koppling till någon del av den japanska media- och underhållningsindustrin, skapades för att kunna introducera miljön och figurerna från en utomståendes perspektiv. Sidoberättelserna skapades så att spelaren skulle ha lättare för att förstå och ha empati för svårigheter underhållare har i industrin och i sina privatliv. Användandet av popkultur och scenkonst var Atlus tolkning av traditioner inom japansk schamanism, där prästinnors dans förde dem närmare de gudar de dyrkade: i spelet är det genom sina uppträdanden som huvudfigurerna drar till sig uppmärksamheten hos Mirages och frammanar dem i den verkliga världen.
Spelet använder sig av estetiska element från Fire Emblem, men tog miljön och konceptet med en konflikt mellan världar från Shin Megami Tensei. Stridssystemet skulle ursprungligen likna det i Fire Emblem, men till slut blev det istället ett turordningsbaserat rollspelssystem. Det använde sig dock av vapentriangel-systemet från Fire Emblem. Efter att Atlus hade blivit huvudutvecklaren för spelet bestämdes det att berättelsen skulle utspela sig i ett modernt Tokyo och att den skulle följa en grupp unga människor som möter utmaningar tillsammans. Spelet utspelar sig i flera platser i Tokyo, däribland Shibuya och Harajuku. Den moderna miljön ledde till problem med att inkludera Fire Emblem-figurer, då figurer i medeltida rustningar skulle se märkliga ut i en modern miljö. Bland de möjligheter som övervägdes fanns idén att låta Fire Emblem-figurer vara mänskliga medlemmar i spelarens trupp. Till slut bestämdes det att de skulla vara medhjälpare som frammanas, i likhet med demoner i Shin Megami Tensei, som dras till den verkliga världen från dimension Idolosphere.
Fumitaka Yano på Atlus var spelets art director. De huvudsakliga grafiska riktlinjer som valdes för spelet kretsade kring ljusa färger, vilket var en förändring jämfört med de flesta av Atlus föregående spel. Huvudfigurerna designades av Toi8, en japansk konstnär som är känd för sitt arbete med .hack//The Movie. När han kontaktades höll han på med att färdigställa omslaget till en light novel och undrade vad han skulle göra härnäst. Hans tidigare verk använder låg färgmättnad, men i Tokyo Mirage Sessions ♯FE använde han istället hög mättnad för att det skulle passa in i spelmiljön. Enligt Takada bad utvecklingsteamet Toi8 att designa världen på ett sätt som skapar "en känsla av både vänlighet och elegans". De ljusa färgerna användes för att efterlikna fokuset på underhållningsindustrin, med olika nyanser och effekter som användes för att porträttera en färgrik värld. Spelets dungeons designades kring fantasy-motiv och gjordes för att förkroppsliga hur Mirages har blivit berövade sitt "uttryck". Spelets dungeons baserades även på verkliga platser, och har gimmickar som inspirerades av dessa: exempelvis finns det en dungeon som baseras på 109-varuhuset i Shibuya och som har mode som tema. Mirage-figurerna designades av Hideo Minaba på det japanska designföretaget Cydesignation, och baserades på figurer från Shadow Dragon and the Blade of Light och Awakening. De designades för att stå i kontrast till Toi8:s figurdesign, med ett maskin-aktigt utseende; ett undantag var figuren Tiki. Anledningen till Mirage-figurernas utseende var den långa strid som de hade varit med om: deras rustningar återspeglar de mörka händelser som de har mött, och de delar av figurerna som inte var nödvändiga för överlevnad degenererade. Minaba gillade Fire Emblem-serien, och fann svårigheter i att designa figurerna. Hans främsta mål var att vara trogen de ursprungliga figurerna och att samtidigt efterlikna den "skarpa och mörka" figurstilen i Atlus spel.

### Musik
Spelets musik komponerades av Yoshiaki Fujusawa, som var känd för att ha arbetat med Love Live!. Fujisawa kontaktades i slutet av 2013 av George Aburai, en intern kompositör på företaget som också arbetade med flera underhållare på Avex Group. Fujisawa fann svårigheter med att komponera för spelet då han var mer van vid att komponera för TV-serier än för datorspel. Atlus ljudteam gav honom råd kring aspekter såsom timing och de känslosamma elementen i musiken. Han fann arbetsmiljön rolig att arbeta i, och gillade det första videotestet med hans musik. Då ett centralt tema för berättelsen var underhållningsindustrin fylldes soundtracket med spår med sång och "svängig" musik. Spelet inkluderar scenframträdanden med huvudfigurerna, som producerades av Aburai. Han bildade en grupp personer från flera olika områden på Avex Group som arbetade på spelets produktion. Efter detta arbetade Aburai med att analysera huvudfigurernas personlighet och karaktärsdrag för att bestämma hur deras framträdanden skulle utspela sig samt hur andra faktorer såsom deras yrken skulle påverka det sätt de framställs på. Ett exempel på detta är Tikis sång "Beastie Game", som är influerad av flera olika musikgenrer, för att återspegla hennes status som en vocaloid. Kirias sång "Reincarnation" gjordes om omkring tio gånger för att passa hennes personlighet. Framträdandena använder sig av motion capture, och 3D-animationen för deras koreograferade framträdanden gjordes av Studio Anima. På grund av framträdandena hade utvecklingsteamet svårigheter med att hitta röstskådespelare som både kan skådespela och sjunga, både för originalversionen av spelet och för lokaliseringarna.

## Marknadsföring och lansering

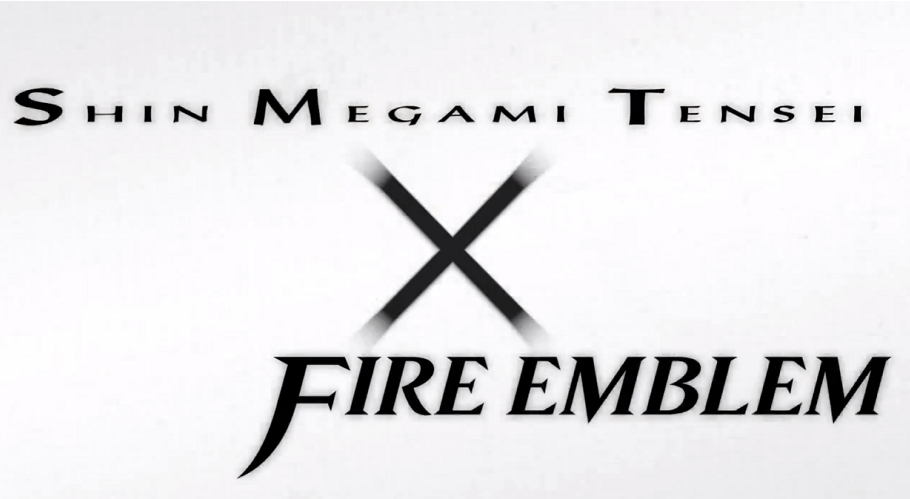
Shin Megami Tensei X Fire Emblem-logotypen från spelets tillkännagivande.

Spelet tillkännagavs under titeln Shin Megami Tensei X Fire Emblem den 23 januari 2013 som en del av en Nintendo Direct-presentation, som en av flera samarbeten med tredjepartsutvecklare för Wii U. Trailern innehöll teckningar av figurer från Shin Megami Tensei- och Fire Emblem-serierna, och slutade med meddelandet "Development in Progress" ("Utveckling pågår"). Till att börja med spekulerade journalister mycket kring vad spelets genre kunde vara, på grund av hur vag trailern var. Nästa dag bekräftade Atlus att spelet var ett rollspel, och att det skulle utvecklas av Atlus och produceras av Nintendo. Vid tillkännagivandet hade många delar av spelet ännu inte börjat utvecklas och färdigställas, då det bara hade gått två månader sedan Atlus och Nintendo hade kommit överens om projektet.
På grund av bristen på ny information efter det första tillkännagivandet ifrågasattes det huruvida spelet hade lagts ner eller inte. Under en intervju på Electronic Entertainment Expo 2014 (E3) om Code Name: S.T.E.A.M. sade Yamagami att spelet fortfarande utvecklades och att utvecklingen forstkred som planerat. I april 2015 släpptes en trailer under en Nintendo Direct-presentation, i vilken spelets japanska titel och släppdatum tillkännagavs. Dess utgivningsår i västvärlden tillkännagavs på E3 samma år. Den första japanska upplagan av spelet innehåller koder som låser upp kläder i spelet, baserade på andra Atlus-spel. Atlus producerade även en utgåva kallad "Fortissimo Edition", som innehåller en box, en artbook, en musikskiva som inkluderar Yoshino Nanjōs "Reincarnation" och kläder till spelarfigurerna i form av nedladdningsbart innehåll (DLC). En bundling med Wii U-konsolen skapades också, vilken innehöll liknande material samt klistermärken och sångtextkort. Mellan det ursprungliga tillkännagivandet och spelets lansering ändrades Kirias scenkläder för "Reincarnation" så att de skulle vara mindre avslöjande. Efter spelets lansering släpptes nytt DLC, däribland nya scenarion.

## Mottagande
| Mottagande      | Mottagande      |
| Recensionsbetyg | Recensionsbetyg |
| Publikation     | Betyg           |
| --------------- | --------------- |
| Famitsu         | 34/40           |

Enligt Famitsu var Tokyo Mirage Sessions ♯FE det 13:e bäst säljande datorspelet i Japan under sin debutvecka, med 26 806 sålda exemplar. Veckan därpå föll det till 16:e plats, med ytterligare 9 094 sålda exemplar. I mitten av januari hade det fallit till 27:e plats, men andelen sålda exemplar i förhållande till hur många som skickats ut till butiker hade ökat. Enligt Media Create var spelet det fjortonde bäst säljande spelet i Japan under sin debutvecka, med 26 340 sålda exemplar. Veckan därpå var det inte längre med på deras topp 20-lista. Under debutveckan i Japan var spelet även det 8:e bäst säljande spelet på Nintendo Eshop enligt Nintendos veckovisa nedladdningstopplista.